# Canton d'Argent-sur-Sauldre
Le canton d'Argent-sur-Sauldre est une ancienne division administrative française située dans le département du Cher.

## Géographie
Ce canton du Cher-Nord était organisé autour d'Argent-sur-Sauldre dans l'arrondissement de Vierzon. Son altitude variait de 118 m (Brinon-sur-Sauldre) à 261 m (Blancafort) pour une altitude moyenne de 153 m.

## Représentation

### Conseillers généraux de 1833 à 2015
| Période         | Période      | Identité                                                         | Étiquette           | Qualité |
| --------------- | ------------ | ---------------------------------------------------------------- | ------------------- | --- |
| 1833            | 1836         | Vicomte puis Comte Guillaume de Duranti-Concressault (1791-1856) | Majorité dynastique | Propriétaire du château et maire de Blancafort Ancien chef d'escadron Député (1852-1856)                                                |
| 1836            | 1848         | Etienne Alexis Soyer (1805-1879)                                 |                     | Promoteur du canal de la Sauldre Maire d'Argent-sur-Sauldre (1832-1848)                                                                 |
| 1848            | 1871         | Jacques Guillaumin                                               | Majorité dynastique | Propriétaire, agriculteur à Brinon-sur-Sauldre député (1856-1870)                                                                       |
| 1871            | 1883         | Louis Buchet des Forges                                          | Républicain         | Ancien officier de cavalerie, propriétaire au Noyer, conseiller d'arrondissement                                                        |
| 1883            | 1901         | Théophile Pierre Etienne Pellé                                   | Républicain         | Avocat Maire d'Argent-sur-Sauldre |
| 1901            | 1913         | Louis Pauliat                                                    | Rad.                | Journaliste Sénateur (1887-1915) |
| 1913            | 1937         | Joseph Henri Halaire                                             | Rad. puis Soc.ind.  | Ancien maire de Brinon-sur-Sauldre (1904-1908), ancien conseiller d'arrondissement                                                      |
| 1937            | 1940         | Arthur Jacquelin (1875-1947)                                     | Rad.                | Maçon Maire d'Argent-sur-Sauldre, conseiller d'arrondissement Nommé conseiller départemental en 1943                                    |
|                 |              |                                                                  |                     | |
| 1945            | 1970 (décès) | Eugène Jamain                                                    | CR-CRARS            | Minotier Sénateur (1962-1970) Maire de Clémont (1927-1970), ancien conseiller d'arrondissement Président du Conseil Général (1967-1970) |
| 6 décembre 1970 | 1984         | Roger Jamain (fils du précédent)                                 | DVD                 | Négociant en aliments à bétail Maire de Clémont                                                                                         |
| 1984            | 1992         | Jean Boinvilliers                                                | RPR                 | Directeur de journal, maire de Brinon-sur-Sauldre Député (1958-1981) Suppléant de Jean-François Deniau (1988-1993)                      |
| 1992            | 1998         | Patrick Sénée                                                    | PS                  | Maire d'Argent-sur-Sauldre (1989-2001)                                                                                                  |
| 1998            | 2015         | Thierry de Montbel                                               | UMP                 | Agent immobilier Maire de Clémont (1995-2012)                                                                                           |

### Conseillers d'arrondissement (de 1833 à 1940)
Le canton d'Argent faisait partie de l'arrondissement de Sancerre jusqu'à sa disparition en 1926.
| Période                                  | Période           | Identité                                  | Étiquette    | Qualité |
| ---------------------------------------- | ----------------- | ----------------------------------------- | ------------ | --- |
| 1833                                     | 1852              | Pierre Charles Alphonse Soyer (1801-1864) |              | Propriétaire, maire de Brinon-sur-Sauldre                                                                   |
|                                          |                   |                                           |              | |
| 1892                                     | 1910              | Léon Chollet                              | Radical      | Propriétaire agriculteur, maire de Clémont                                                                  |
| 1910                                     | 1910 (annulation) | Joseph-Henri Halaire                      | SFIO         | Ancien maire de Brinon-sur-Sauldre                                                                          |
| 26 mars 1911                             | 1914 (décès)      | Edmond Guillaumin                         | Radical      | Notaire honoraire, maire de Brinon-sur-Sauldre                                                              |
| 1914                                     | 1928              | Louis Cateysson                           | Soc.ind.-PRS | Pharmacien, maire d'Argent-sur-Sauldre                                                                      |
| 1928                                     | 1937              | Arthur Jacquelin                          | RG           | Maçon, maire d'Argent-sur-Sauldre                                                                           |
| novembre 1937                            | 1940              | Eugène Jamain                             | RG           | Maire de Clémont                                                                                            |
| 1940                                     |                   |                                           |              | Les conseils d'arrondissement ont été suspendus par la loi du 12 octobre 1940 et n'ont jamais été réactivés |
| Les données manquantes sont à compléter. |                   |                                           |              | |

## Composition
Le canton d'Argent-sur-Sauldre regroupait quatre communes et comptait 5 228 habitants (recensement de 1999 sans doubles comptes).
| Communes           | Population (2012) | Code postal | Code Insee |
| ------------------ | ----------------- | ----------- | ---------- |
| Argent-sur-Sauldre | 2 502             | 18410       | 18011      |
| Blancafort         | 995               | 18410       | 18030      |
| Brinon-sur-Sauldre | 1 089             | 18410       | 18037      |
| Clémont            | 642               | 18410       | 18067      |

## Démographie
| 1962  | 1968  | 1975  | 1982  | 1990  | 1999  | 2006  | 2011  | 2012  |
| ----- | ----- | ----- | ----- | ----- | ----- | ----- | ----- | ----- |
| 5 616 | 5 623 | 5 631 | 5 606 | 5 254 | 5 228 | 5 095 | 5 052 | 5 018 |